# Adlullia guttistriga
Adlullia guttistriga är en fjärilsart som beskrevs av Walker 1862. Adlullia guttistriga ingår i släktet Adlullia och familjen tofsspinnare. Inga underarter finns listade i Catalogue of Life.